# イマジネーションゲーム
『イマジネーションゲーム』は、2018年7月28日に公開された日本映画。

## ストーリー
大手ゼネコンで部長をつとめる早見真紀子（久本雅美）は、仕事一筋で生きてきたシングルのキャリアウーマン。会社では男性社員たちと対等に渡り合い、部下の白石久美子（仙石みなみ）にも厳しく接する真紀子は、仕事はできても女性としての幸せには縁がないまま歳を重ねてきたようである。しかしそんな彼女には誰も知らない別の顔があった。
　一方、専業主婦として何不自由ない生活をおくる池内葵（板野友美）は、表向きには勝ち組であるかのように見えて、夫の勉（田中幸太朗）とは会話すらほとんどないすれ違いの日々。そのストレスをぶつけるかのように、夫に不満を持つ女性たちが集まる復讐サイトに書き込みを続けるうち、いつしかカリスマ的な人気を誇る存在になっていた。
　その頃、ネット界隈では、街中に隠されたあるアイテムを探すサイトが熱い盛り上がりを見せていた。仕掛け人は「真夜中の女神」を名乗る謎の人物。彼女のゲームにハマった男たちが夜な夜な町をさまよう中、真紀子は公園で野宿しようとしている葵を見つける。秘密の復讐が勉にバレた葵は家を飛び出してきたのだった。行き場のない葵を自分のマンションに招いて面倒をみる真紀子。年齢も立場もまったく違う葵の前で、ありのままの自分を見せた真紀子は、ある計画に葵を誘う。
　男性に負けないように肩肘張ってきた真紀子と、夫の稼ぎに頼って自立できていなかった葵。出会うはずのなかった二人の人生が交わったとき、それぞれの未来が動き始めた……。

## キャスト
- 早見真紀子（45） - 久本雅美（主演[1]）
- 池内葵（24） - 板野友美（主演）
- 池内勉（36、葵の夫） - 田中幸太朗
- 橋田佳子（46、葵の母） - 東ちづる
- 白石久美子（22、真紀子の会社の部下） - 仙石みなみ
- 盛岡靖（50、ベテラン刑事） - 寺島進
- 古市徹（38、真紀子の会社の部下） - ヨッピー
- 鈴木雅也（28、盛岡靖の同僚） - 鷲尾修斗
- 岡田祥一（28） - 上田浩二郎（Hi-Hi）
- 加藤誠一（25） - 白服（MeseMoa.）
- ユーチューバー・カリスマブラザーズ - カリスマブラザーズ（ジョージ、ジロー、みの）
- 長州小力　- 長州小力
- 小沢隆（45） - 水橋研二
- 渡辺将之（55） - 小沢仁志

## スタッフ
- 監督・脚本・編集 - 畑泰介
- 企画・音楽 - 菅野祐悟
- 製作 - 岡本東郎、高橋是彦
- プロデューサー - 高木征太郎、行実良
- アソシエイト・プロデューサー - 吉川亜未、三宅宏実、緑川靖雄、知野美紀子
- ラインプロデューサー - 宮下昇
- 撮影監督 - 吉田和晃
- 美術デザイナー - 中谷暢宏
- スタイリスト - 勝俣淳子、村上利香
- ヘアメイク - 梅原麻衣子、岡部みづき
- 音響効果・MA - 吉方淳二
- 助監督 - 富澤昭文
- 制作担当 - 谷口昭仁
- 制作主任 - 絹張寛征
- 制作進行 - 小林夏江
- 車両 - 伊田卓也
- キャスティング協力 - 能登竜真
- ミキシングエンジニア - 葛島洋一
- 配給統括 - 長谷川裕介
- スチール - 制野善彦
- メイキング - 下村直人、陳鈺婷、奥田真悟、ニック・ウエムラ
- 制作協力 - Yプロダクション、アカトビ・エンターテイメント
- 配給 - プレシディオ
- 製作委員会 - バップ、ぴあ、ドリームキャスト

## 楽曲
主題歌
- 「イマジネーションゲーム」（キングレコード）/板野友美

挿入歌
- 「MOON LIGHT」「Sun Is Shining」/KANATSU

オープニング曲
- 「赤いフォルダー」/木村結香